# Liao Shantao
Liao Shantao (chinês tradicional: 廖山濤, chinês simplificado: 廖山涛, pinyin: Liào Shāntāo; Hunan, 4 de janeiro de 1920 – 6 de junho de 1997) foi um matemático chinês.
Obteve um doutorado na Universidade de Chicago em 1952, orientado por Shiing-Shen Chern. No pós-doutorado realizou pesquisas na Universidade de Princeton de 1953 a 1955.
Liao desistiu do cargo que o matemático Norman Steenrod conseguiu para ele em pesquisas na Universidade de Princeton e retornou para a China em 1956 como professor da Universidade de Pequim.
Em 1986 foi eleito fellow da The World Academy of Sciences (TWAS). Em 1991 foi eleito acadêmico da Academia Chinesa de Ciências.
Recebeu o Prêmio TWAS de matemática 1985.